# Gustav V-dockan

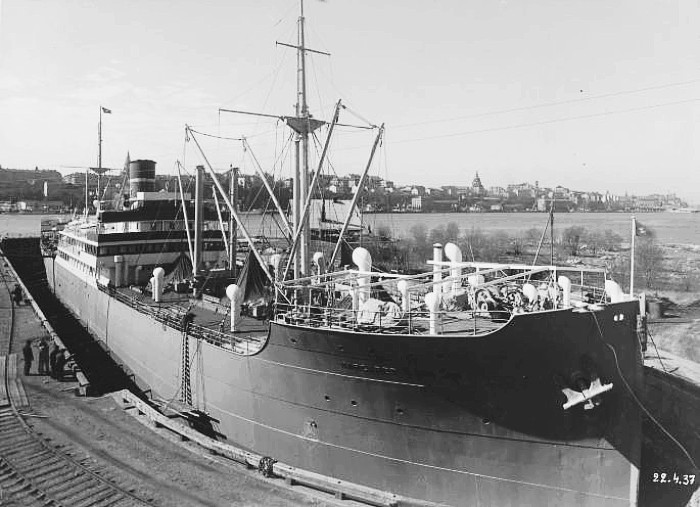
Ett fartyg i dockan, april 1937.

Gustav V-dockan (kort GV-dockan) är en torrdocka på Beckholmen i Stockholm. Dockan anlades av Svenska marinen åren 1923-1925 men invigdes 1927.  Idag (2010) disponeras dockan av Stockholms Reparationsvarv AB som utför fartygsreparationer och underhåll.

## Historik

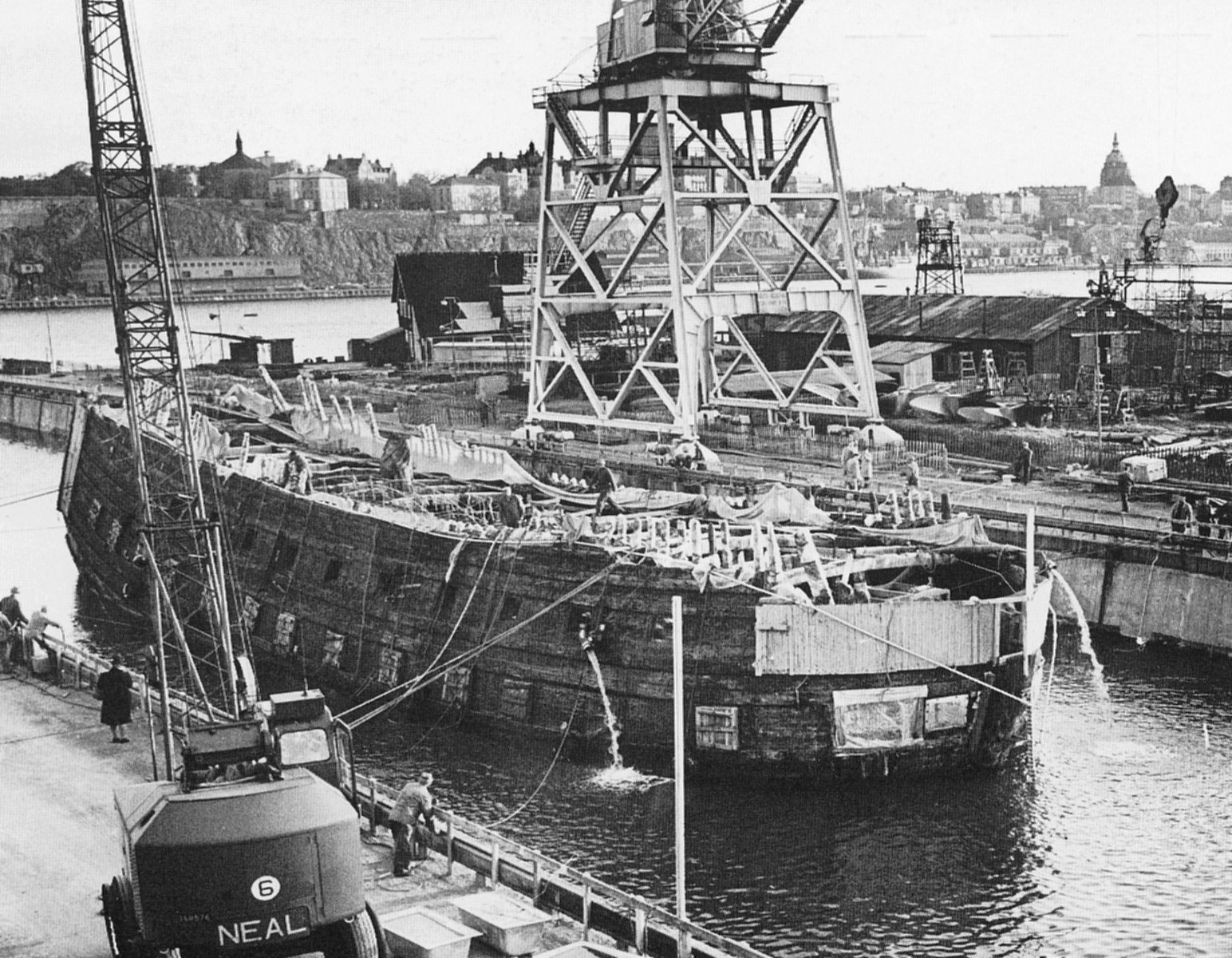
Regalskeppet Vasa på väg in till GV-dockan på Beckholmen den 14 maj 1961.

År 1918 förvärvade Stockholms stad Beckholmen av Grosshandlarsocieteten och sålde området vidare samma år till Marinförvaltningen  och Beckholmen blev en del av Stockholms örlogsvarv. De båda befintliga torrdockorna (Östra och Västra dockan) från 1850-talet var dock för små för Marinens behov. De behövde en större docka för sina kryssare och pansarskepp.
Åren 1923-1925 sprängdes en ny docka in i klippan nästan mitt på Beckholmen. Dockan blev 152 meter lång och 24 meter bred och döptes efter dåvarande regenten Gustaf V. I mitten på 1940-talet förlängdes dockan till 197 meter, den skär nästan genom hela ön i nord-sydriktning.
För att kunna tömma de två äldre dockorna på vatten byggdes ett ångdrivet pumpverk som hade en effekt på 12 hästkrafter. Då tog det cirka 26 timmar att tömma vattnet. Dagens pumpanläggning installerades på 1930-talet, det består av två pumpar som behöver fyra till fem timmar för tömningen av de 50 000 m³ vatten som ryms i dockan. Pumpstationens nuvarande utseende tillkom omkring 1941, då marinen gjorde huset bombsäkert och satte järnluckor framför fönstren.

### Historiska händelser
Den 14 maj 1961 bogserades regalskeppet Vasa till Gustav V:s torrdocka på Beckholmen där hon sedan genomgick en första detaljerad arkeologisk undersökning.
Cirka 40 miljoner TV-tittare i Europa hade en månad tidigare i direktsändning sett när de översta delarna av Vasa efter 333 år bröt vattenlinjen vid lyftplatsen utanför Kastellholmen, varifrån Vasa senare bogserades till Beckholmen.
Beckholmen blev ett centrum för dykningarna och bärgningen av regalskeppet Vasa 1961. Vasa blev torrlagd i GV- dockan under den tid som tätning av fartyget genomfördes. Dykledare under åren som bärgningen pågick leddes av Per Edvin Fälting. Vasas upphittare Anders Franzén var också anställd vid marinen, Materielverkets marinmaterielavdelning.

## GV-dockan idag

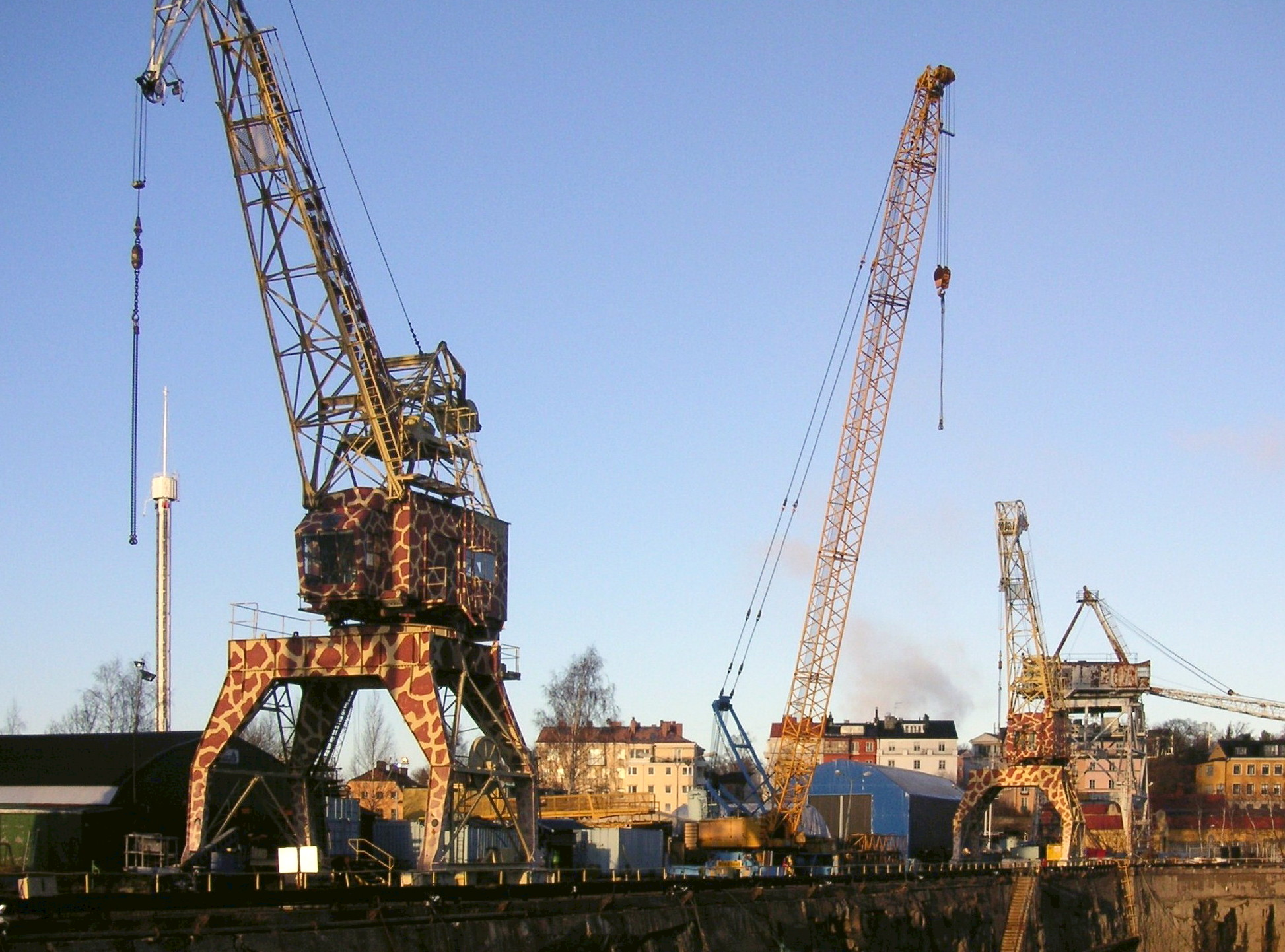
Giraffkranarna 2007.

Marinen använde anläggningen till dess man flyttade verksamheten till Muskö 1969. Därefter hyrdes dockan av Finnboda varv , som reparerade och underhöll bland annat isbrytare där. Efter Finnboda varvets konkurs 1991 nybildades GV Varv AB, som började sin verksamhet 1992 i den stora GV-dockan. Numera (2010) är det Stockholms Reparationsvarv som driver verksamheten. Företaget disponerar GV-dockan och Östra dockan och utför all slags fartygsreparationer och underhåll på kommersiell basis. Man reparerar mellan 50 och 100 fartyg per år. Varvet är det sista stadsnära varvet i Stockholm.

### Kranarna
Intill GV-dockans västra sida står den så kallade "Giraff-kranen". Ursprungligen var det två som flyttades hit från Hammarbyhamnens kaj 1988. De blev sedan ommålade i gult och brunt och med ansikten som giraffer efter en idé av konstnären Tor Svae men den ena är numera skrotad.
Den andra kranen på området kallas Washingtonkranen. Den användes under andra världskriget i USA för byggandet av Libertyfartyg. Varvsnäringen i USA hade kris eftersom de militära beställningarna
i stort uteblev. Efter kriget köptes den av skeppsredaren Gustaf B Thordén för Uddevallavarvet och köptes sedan 1948 av svenska marinen till Beckholmen. Kranen är unik och det enda kvarvarande exemplar i världen. Kranen är dock för närvarande i dåligt skick och ur funktion. Den långa kranarmen vilade på en bock och det fanns inga medel att upprusta den. På sommaren 2011 demonterades Washingtonkranen.

## Bilder

Fartyg i dockan
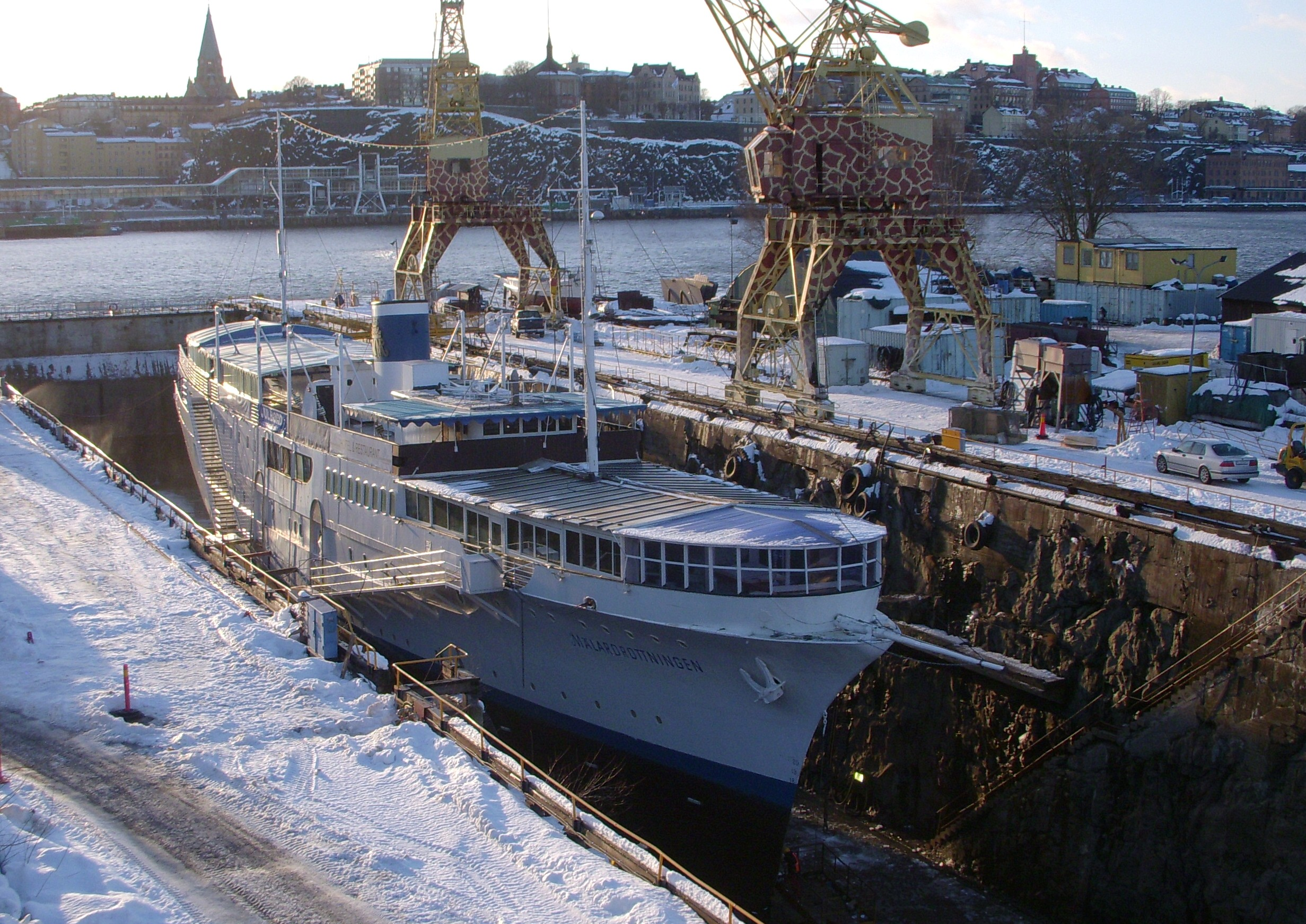
Lady Hutton i dockan, januari 2011.
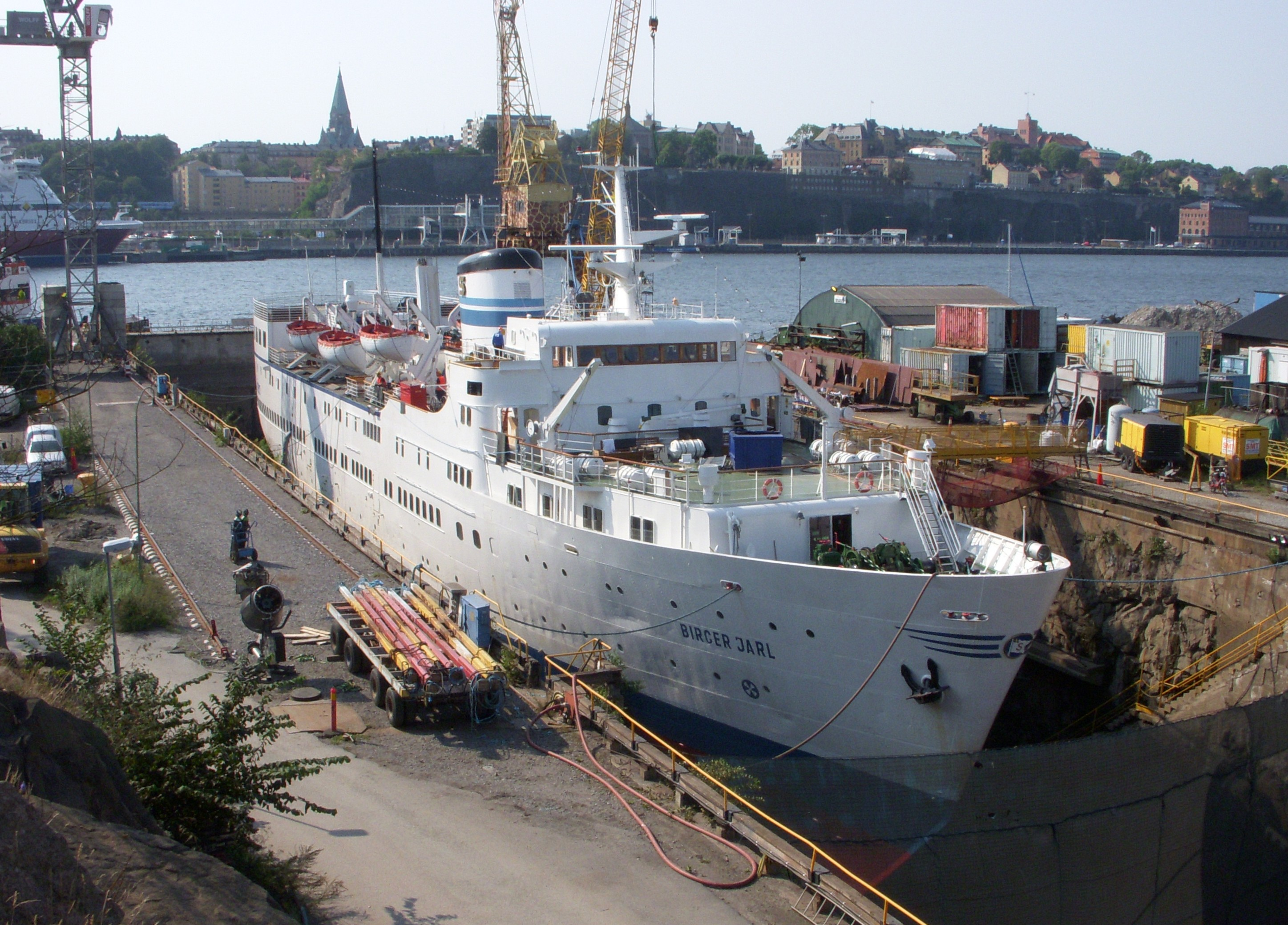
M/S Birger Jarl i dockan, augusti 2011.
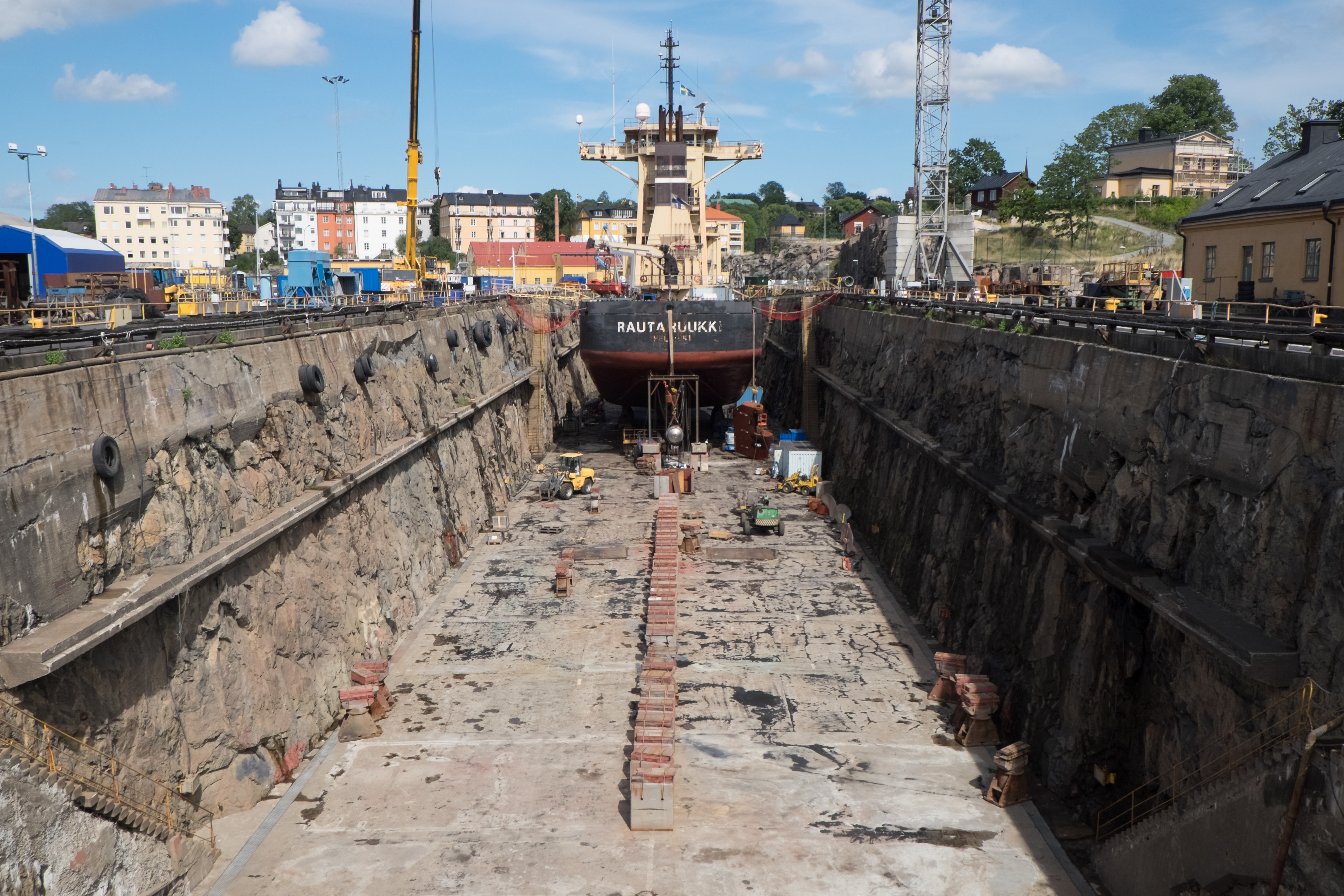
Rautaruukki i dockan, augusti 2014.
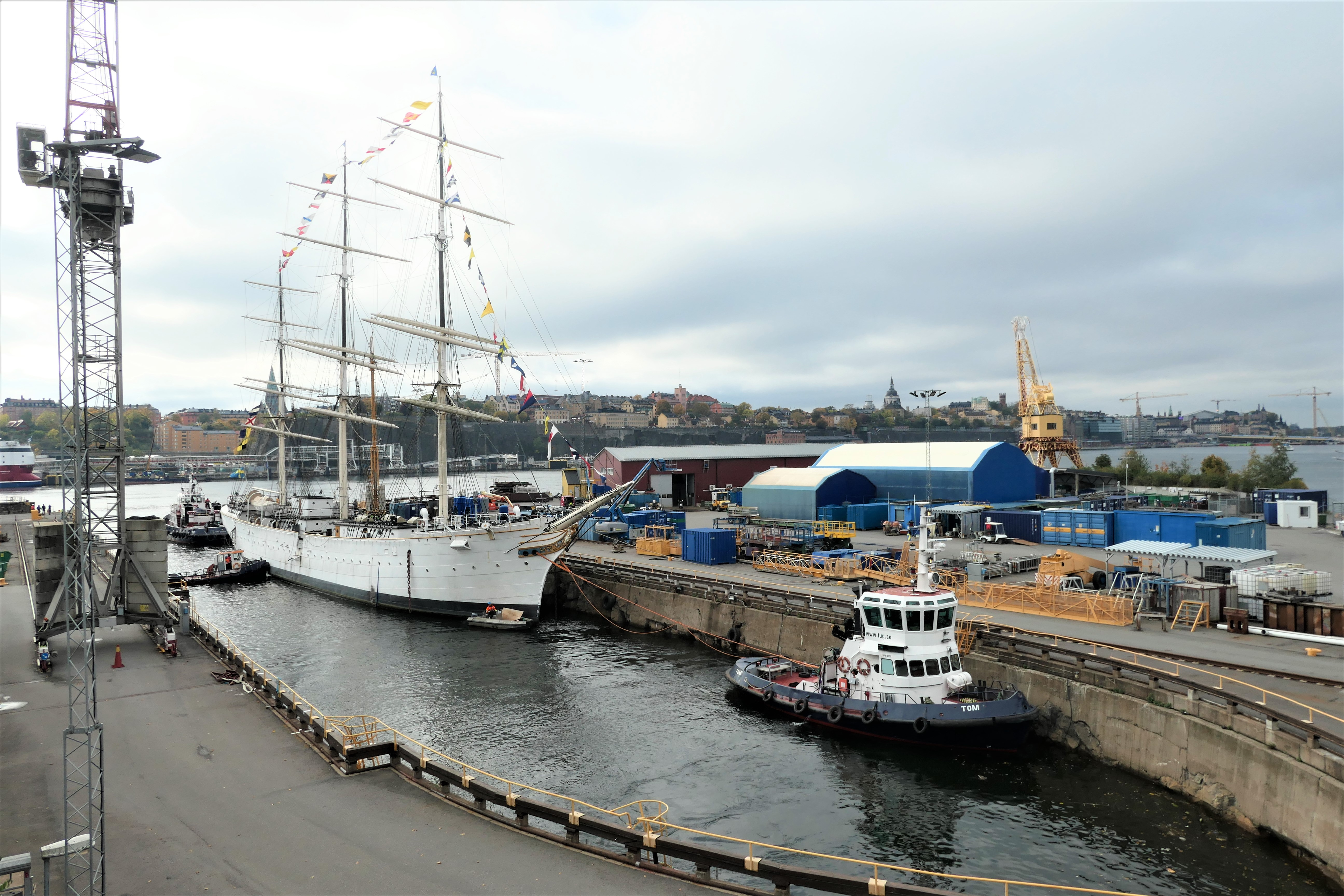
Fullriggaren af Chapman bogseras in till GV-dockan, oktober 2021.